# 1939年世界乒乓球锦标赛
1939年世界乒乓球锦标赛是第十三届世界乒乓球锦标赛，于1939年3月6日至11日在埃及开罗举行。该届比赛仅11支男子队伍和5支女子队伍参加。匈牙利、美国和奥地利并未参加该届比赛。

## 赛果

### 团体
| 项目                | 金牌                                                                                   | 银牌                                                                                                 | 铜牌                                                                           |
| 男子团体 斯韦思林杯 | 捷克斯洛伐克 · 米洛斯拉夫·哈姆尔 · Rudolf Karlecek · 瓦茨拉夫·特雷巴 · 博胡米尔·瓦尼亚 | 南斯拉夫王國 · 扎尔科·多利纳尔 · Tibor Harangozo · Adolf Herskovic · Ladislav Hexner · 马克斯·马林科 | 英格兰 · Ernest Bubley · Ken Hyde · Hyman Lurie · Ken Stanley · Arthur Wilmott |
| 女子团体 考比伦杯   | 德意志國 · Hilde Bussmann · 格特鲁德·普里齐                                            | 捷克斯洛伐克 · 弗拉斯塔·德佩特里索娃 · 玛丽·克特内罗娃 · 薇拉·沃特鲁布佐娃                           | 羅馬尼亞 · 安杰莉卡·罗泽亚努 · 萨里·萨斯                                       |

### 单项
| 项目     | 金牌                              | 银牌                               | 铜牌                                    |
| 男子单打 | 理查德·伯格曼                     | Alojzy Ehrlich                     | 博胡米尔·瓦尼亚                         |
| 男子单打 | 理查德·伯格曼                     | Alojzy Ehrlich                     | 扎尔科·多利纳尔                         |
| 女子单打 | 弗拉斯塔·德佩特里索娃             | 格特鲁德·普里齐                    | Samiha Naili                            |
| 女子单打 | 弗拉斯塔·德佩特里索娃             | 格特鲁德·普里齐                    | 玛丽·克特内罗娃                         |
| 男子双打 | 鲍尔瑙·维克托 理查德·伯格曼       | 米洛斯拉夫·哈姆尔 Josef Tartakower | Ken Hyde Hyman Lurie                    |
| 男子双打 | 鲍尔瑙·维克托 理查德·伯格曼       | 米洛斯拉夫·哈姆尔 Josef Tartakower | Raoul Bedoc Michel Haguenauer           |
| 女子双打 | Hilde Bussmann 格特鲁德·普里齐    | 安杰莉卡·罗泽亚努 萨里·萨斯        | 弗拉斯塔·德佩特里索娃 薇拉·沃特鲁布佐娃 |
| 女子双打 | Hilde Bussmann 格特鲁德·普里齐    | 安杰莉卡·罗泽亚努 萨里·萨斯        | 玛丽·克特内罗娃 Samiha Naili            |
| 混合双打 | 博胡米尔·瓦尼亚 薇拉·沃特鲁布佐娃 | 瓦茨拉夫·特雷巴 玛丽·克特内罗娃    | Marcel Geargoura Hilde Bussmann         |
| 混合双打 | 博胡米尔·瓦尼亚 薇拉·沃特鲁布佐娃 | 瓦茨拉夫·特雷巴 玛丽·克特内罗娃    | Mansour Helmy 格特鲁德·普里齐           |